# Henri-Marie Amanton
Henri-Marie Amanton OP (ur. 21 października 1822 w Villers-les-Pots, zm. 12 października 1869) – francuski duchowny rzymskokatolicki, dominikanin, arcybiskup, dyplomata papieski.

## Biografia
10 marca 1857 papież Pius IX mianował go administratorem apostolskim archidiecezji bagdadzkiej (której ówczesnym arcybiskupem był Marie-Laurent Trioche) i isfahańskiej (wówczas wakującej) oraz biskupem in partibus infidelium arcadiopolitańskim. 29 marca 1857 w bazylice św. Sabiny w Rzymie przyjął sakrę biskupią z rąk kardynała-prezbitera San Pancrazio Clémenta Villecourta. Współkonsekratorami byli arcybiskup bagdadzki Marie-Laurent Trioche oraz sekretarz Świętej Kongregacji Rozkrzewiania Wiary abp Gaetano Bedini.
25 maja 1860 został dodatkowo wyznaczony delegatem apostolskim w Mezopotamii, Kurdystanie i Armenii Mniejszej. W tym samym roku sprzeciwił się wyświęceniu przez chaldejskiego patriarchę Babilonu Józefa VI Audo Tomasza Rokosa na biskupa dla indyjskich katolików obrządku malabarskiego, co patriarcha zignorował (rok później patriarcha pokajał się przed papieżem i odwołał Rokosa). Sprzeciw abpa Amantona wspomniał papież Pius IX w encyklice Quae In Patriarchatu z 1876, wydanej z powodu kolejnych święceń biskupich bez mandatu papieskiego dokonanych przez patriarchę Józefa VI Audo.
11 marca 1865 otrzymał arcybiskupstwo in partibus infidelium Theodosiopolis. Urząd delegata apostolskiego sprawował do 27 marca 1865.